# Klubovní hlasatel
Klubovní hlasatel byl časopis pro děti a mládež, jejž vydávalo Sdružení přátel Jaroslava Foglara v různých podobách od roku 1992. Do konce roku 2008 vycházel pravidelně každý měsíc v internetové a tištěné verzi, od ledna 2009 jeho roli převzal magazín Bobří stopou. Na dvaceti stranách přinášel informace o dění ve foglarovském světě a v oblasti mikrokolektivů – klubů, zadání úkolů dlouhodobé hry a příspěvky přímo od klubů.